# たそがれのオルガニート
『たそがれのオルガニート』（Organito de la tarde）は、アルゼンチンの作曲家カトゥロ・カスティージョ（Cátulo Castillo）が作曲したタンゴである。

## 概要
1924年のレコード会社 オデオン（Odeon）社のタンゴコンクールで、第三位をとった曲である。ちなみに、その時の第一位は、「ガウチョの嘆き」であった。
作曲者父親のホセ・ゴンサレス・カスティージョ（Jose González Castillo）の歌詞がつけられている。
フランシスコ・カナロ楽団、カルロス・ディサルリ楽団、オラシオ・サルガン楽団の録音がある。YouTubeでも、アップロードされている